# عزیزالله هنرآموز
عزیزالله هنرآموز (۱۷ مهر ۱۳۲۲ – ۱۵ اسفند ۱۳۹۳)، بازیگر تئاتر، سینما و تلویزیون اهل ایران بود.

## زندگی
عزیزالله هنرآموز متولد ۱۳۲۲ در کرمان بود. وی بعد از اتمام دوره سربازی در سپاه دانش، به " گروه هنر ملی " زیر نظر عباس جوانمرد و بهرام بیضایی، می‌پیوندد و بعد از گذراندن دوره‌های آموزشی به عضویت آن گروه در می‌آید. ایشان در پی خروج مقطعی استاد خویش (عباس جوانمرد) از اداره تئاتر، اداره تئاتر را رها کرده و به مخابرات می‌رود. ایشان در خلال کارهای تئاتر آن زمان، با بانو " فریبا سجادی حسینی " آشنا شده و سرانجام با ایشان ازدواج می‌کنند. علی سجادی حسینی برادر همسر عزیزالله هنرآموز بود. عزیزالله هنرآموز شامگاه جمعه پانزدهم اسفند ۱۳۹۳ در پی ابتلا به بیماری ریوی در تهران درگذشت. پیکر وی روز دوشنبه ۱۸ اسفند ماه از مقابل خانه سینما در تهران تشیع و در بهشت زهرا به خاک سپرده شد.
آقای هنرآموز در فیلم‌هایی از جمله بوی پیراهن یوسف ابراهیم حاتمی کیا، سفر به چزابه رسول ملاقلی پور «مدرسه پیرمردها علی سجادی حسینی و سریال‌هایی چون مختارنامه ساخته داوود میرباقری، روزگار قریب به کارگردانی کیانوش عیاری، گُرگ‌ها به کارگردانی داوود میرباقری، غبار نور به کارگردانی محمدرضا اصلانی، بی بی یون به کارگردانی حسین پناهی، سی امین روز به کارگردانی جواد افشار بازی کرده بود.

## فیلم‌شناسی

### سینمایی
- راه بهشت (۱۳۹۰)
- مسافر ری (۱۳۷۹)
- عینک دودی (۱۳۷۸)
- بوی پیراهن یوسف (۱۳۷۴)
- سفر به چزابه (۱۳۷۴ بعلاوه نسخه تلویزیونی)
- ترانزیت (۱۳۷۲)
- راز چشمه سرخ (۱۳۷۰)
- مدرسه پیرمردها (۱۳۷۰)
- جنگ اطهر (۱۳۵۸)
- تجاوز (۱۳۴۹)

### تئاتر
- سلطان مار
- سگی در خرمن جا
- سنگ و سرنا
- طلسم حریر و ماهی گیر
- آسید کاظم
- در اعماق
- سه خواهر
- حجربن عدی
- نمانی به ننگ
- اتللو
- مروارید
- بینوایان
- فیروزه
- غریبه

### تلویزیونی
- بیداران ()
- شاهدان کوچک (۱۳۶۹ غلامرضا رمضانی شبکه ۱)
- خانه بخت ()
- فردا دیر است (۱۳۷۶–۱۳۷۷ حسن فتحی شبکه ۳)
- کژدم ۳۳ ()
- روزهای به‌یادماندنی (۱۳۸۲ تورج منصوری، همایون شهنواز شبکه ۱)
- مختارنامه (۱۳۸۹ داوود میرباقری شبکه ۱)
- روزگار قریب ()
- روز رفتن (۱۳۸۵ جواد افشار و محمدرضا اعلامی شبکه ۵)
- گرگ‌ها (۱۳۶۷ سید داود میرباقری شبکه ۱)
- رعنا (۱۳۶۹–۱۳۶۷ داود میرباقری شبکه ۱)
- بگذار آفتاب برآید (۱۳۷۸–۱۳۷۷ حسین مختاری شبکه ۳)
- بی‌بی‌یون (۱۳۷۷ حسین پناهی شبکه ۱)
- نیستان (مجموعه تلویزیونی) ()
- امام علی (۱۳۷۵ داوود میرباقری شبکه ۱)
- بافته‌های رنج ()
- سی‌امین روز (۱۳۹۰ جواد افشار شبکه ۲)
- بار دیگر زندگی (۱۳۶۴ علاءالدین رحیمی شبکه ۱)
- در خانه ()
- تهران ۵۳ (۱۳۶۷ هوشنگ توکلی شبکه ۱)
- پدر ()
- معصومیت ازدست‌رفته (۱۳۸۲ داوود میرباقری شبکه ۳)
- خانه‌ای در تاریکی (۱۳۸۲ سعید سلطانی شبکه ۳)
- سمک عیار ()
- غبار نور (۱۳۷۸ محمدرضا اصلانی شبکه ۱)
- مهر و ماه (۱۳۶۹ حمید لبخنده شبکه ۲)
- هزار برگ هزار رنگ ()
- جاده (۱۳۷۲ فریدون فرهودی شبکه ۲)
- روزی که می‌آید ()
- ماجرا ()
- نیش ()
- رنگ شهر ()
- عاقبت نقدفروشی، عاقبت نسیه‌فروشی (۱۳۷۷ رضا ژیان شبکه ۳)
- جابربن‌حیان (مجموعه تلویزیونی) (۱۳۸۵ جواد افشار شبکه ۳)
- جنگی برای فردا (۱۳۶۴ مجید مظفری شبکه ۱)
- سفر به چزابه (مجموعه تلویزیونی) (۱۳۷۴ رسول ملاقلی‌پور شبکه ۲)